# تاتیانا کالدرون
تاتیانا کالدرون نوگورا (زاده ۱۰ مارس ۱۹۹۳) راننده مسابقه ای کلمبیایی است که راننده آزمایشی تیم فرمول یک آلفا رومئو است و برای تیم دراگو کورس با تیم ThreeBond در مسابقات قهرمانی سوپر فرمولا و برای Richard Mille Racing در European Le Mans Series رانندگی می‌کند.